# Cultuurraad voor de Franse Cultuurgemeenschap (samenstelling 1971-1974)
Dit is de lijst van de leden van de Cultuurraad voor de Franse Cultuurgemeenschap in de legislatuur 1971-1974. De Cultuurraad voor de Franse Cultuurgemeenschap was een verre voorloper van het Parlement van de Franse Gemeenschap en werd nog niet rechtstreeks verkozen.
De legislatuur 1971-1974 telde 177 leden. Dit waren de 95 leden van de Franse taalgroep uit de Kamer van volksvertegenwoordigers verkozen bij de verkiezingen van 10 maart 1974 en de 82 leden van de Nederlandse taalgroep uit de Belgische Senaat, verkozen op 10 maart 1974, aangeduid door de provincieraden of gecoöpteerd. In 1973 verloor de Franse taalgroep van de Kamer één lid, nadat in de kieskring Brussel de Franstalige Henri Simonet vervangen werd door de Nederlandstalige Jozef Ghyssels. Hierdoor waren er vanaf toen 176 leden.
De eerste legislatuur van de Cultuurraad voor de Franse Cultuurgemeenschap ging van start op 7 december 1971 en eindigde op 15 januari 1974.

## Samenstelling
| Begin legislatuur (1971) | Begin legislatuur (1971) | Begin legislatuur (1971) | Einde legislatuur (1974) | Einde legislatuur (1974) | Einde legislatuur (1974) |
| Fractie                  | Fractie                  | Zetels                   | Fractie                  | Fractie                  | Zetels                   |
| ------------------------ | ------------------------ | ------------------------ | ------------------------ | ------------------------ | ------------------------ |
|                          | PSB                      | 59                       |                          | PSB                      | 58                       |
|                          | FDF-RW                   | 43                       |                          | FDF-RW                   | 42                       |
|                          | PSC                      | 39                       |                          | PSC                      | 39                       |
|                          | PLP                      | 31                       |                          | PLP                      | 24                       |
|                          | PCB                      | 5                        |                          | PLDP                     | 7                        |
|                          |                          |                          |                          | PCB                      | 5                        |
|                          |                          |                          |                          | Onafhankelijke           | 1                        |

Wijzigingen in fractiesamenstelling:
- In 1973 neemt Henri Simonet (PSB) ontslag uit het parlement. Hij wordt in de Kamer van volksvertegenwoordigers vervangen door een Nederlandstalige, waardoor zowel de Cultuurraad voor de Franse Cultuurgemeenschap als de PSB-fractie vanaf dan een lid minder tellen.
- In 1973 verlaten Jacques Van Offelen, Marcel Piron, Roland Gillet, Norbert Hougardy, Albert Demuyter, Basile-Jean Risopoulos en Pierre Ansiaux de PLP en gaan in de PLDP-fractie zetelen, die ze zelf hebben opgericht.
- In 1973 stapt Pierre Waucquez uit RW en zetelt vanaf dan als onafhankelijke.

## Lijst van de parlementsleden
| Volksvertegenwoordiger            | Partij | Kieskring                                   | Opmerkingen |
| --------------------------------- | ------ | ------------------------------------------- | --- |
| Paul Vanden Boeynants             | PSC    | Brussel                                     | |
| José Desmarets                    | PSC    | Brussel                                     | |
| Henri-François Van Aal            | PSC    | Brussel                                     | |
| André Saint-Rémy                  | PSC    | Brussel                                     | Secretaris. |
| Henri Simonet                     | PSB    | Brussel                                     | Zetelt tot 30 januari 1973. Simonet neemt ontslag om lid te worden van de Europese Commissie en werd in de Kamer van volksvertegenwoordigers vervangen door de Nederlandstalige Jozef Ghyssels, die niet in de Cultuurraad voor de Franse Cultuurgemeenschap mocht zetelen. |
| Guy Cudell                        | PSB    | Brussel                                     | |
| Hervé Brouhon                     | PSB    | Brussel                                     | |
| Lucien Radoux                     | PSB    | Brussel                                     | |
| André Degroeve                    | PSB    | Brussel                                     | |
| Jacques Van Offelen               | PLP    | Brussel                                     | Stapt op 27 maart 1973 over naar de PLDP-fractie. |
| Roland Gillet                     | PLP    | Brussel                                     | Stapt op 27 maart 1973 over naar de PLDP-fractie. |
| Marcel Piron                      | PLP    | Brussel                                     | Stapt op 27 maart 1973 over naar de PLDP-fractie. |
| Paul Delforge                     | PLP    | Brussel                                     | |
| Léon Defosset                     | FDF    | Brussel                                     | Voorzitter van de FDF-RW-fractie. |
| Lucien Outers                     | FDF    | Brussel                                     | Secretaris. |
| Jean Boon                         | FDF    | Brussel                                     | |
| François Persoons                 | FDF    | Brussel                                     | Voorzitter van de commissie Algemeen Beleid en Begroting. |
| Pierre Havelange                  | FDF    | Brussel                                     | |
| Roger Nols                        | FDF    | Brussel                                     | |
| Victor Laloux                     | FDF    | Brussel                                     | |
| Gaston Moulin                     | FDF    | Brussel                                     | |
| Marcel Payfa                      | FDF    | Brussel                                     | |
| Georges Clerfayt                  | FDF    | Brussel                                     | |
| Marcel Plasman                    | PSC    | Nijvel                                      | |
| Alfred Scokaert                   | PSB    | Nijvel                                      | Ondervoorzitter vanaf 16 oktober 1973. |
| René Basecq                       | PSB    | Nijvel                                      | |
| Pierre Rouelle                    | RW     | Nijvel                                      | |
| Georges Maes                      | RW     | Nijvel                                      | |
| Alfred Califice                   | PSC    | Charleroi-Thuin                             | |
| Raymond Brimant                   | PSC    | Charleroi-Thuin                             | |
| Lucien Harmegnies                 | PSB    | Charleroi-Thuin                             | |
| Ernest Glinne                     | PSB    | Charleroi-Thuin                             | |
| André Baudson                     | PSB    | Charleroi-Thuin                             | Voorzitter van de commissie Radio en Televisie. |
| Léopold Tibbaut                   | PSB    | Charleroi-Thuin                             | |
| Claude Hubaux                     | PLP    | Charleroi-Thuin                             | Voorzitter van de commissie Uitvoerende Kunsten. |
| Robert Moreau                     | RW     | Charleroi-Thuin                             | |
| Etienne Knoops                    | RW     | Charleroi-Thuin                             | |
| Fernand Helguers                  | RW     | Charleroi-Thuin                             | |
| Marcel Meuter                     | RW     | Charleroi-Thuin                             | |
| Victor Delporte                   | PSC    | Bergen-Zinnik                               | |
| Arthur Nazé                       | PSB    | Bergen-Zinnik                               | |
| Henri Deruelles                   | PSB    | Bergen-Zinnik                               | |
| Robert Urbain                     | PSB    | Bergen-Zinnik                               | Secretaris tot 5 juni 1973. |
| Léon Hannotte                     | PLP    | Bergen-Zinnik                               | |
| Noëlla Dinant                     | PCB    | Bergen-Zinnik                               | Vervangt vanaf 19 december 1972 de overleden Marc Drumaux. |
| René Pêtre                        | PSC    | Bergen-Zinnik                               | |
| Léon Hurez                        | PSB    | Bergen-Zinnik                               | |
| Richard Gondry                    | PSB    | Bergen-Zinnik                               | |
| Marcel Couteau                    | PCB    | Bergen-Zinnik                               | |
| Willy Burgeon                     | PSB    | Charleroi-Thuin                             | |
| Jules Herbage                     | PLP    | Charleroi-Thuin                             | |
| Paul-Henry Gendebien              | RW     | Charleroi-Thuin                             | |
| Robert Devos                      | PSC    | Doornik-Aat-Moeskroen                       | |
| Henri Castel                      | PSB    | Doornik-Aat-Moeskroen                       | |
| Marcel Demets                     | PSB    | Doornik-Aat-Moeskroen                       | |
| René Lefebvre                     | PLP    | Doornik-Aat-Moeskroen                       | |
| Jean Picron                       | PLP    | Doornik-Aat-Moeskroen                       | |
| Paul Vandamme                     | RW     | Doornik-Aat-Moeskroen                       | |
| André Delrue                      | PCB    | Doornik-Aat-Moeskroen                       | |
| Eugène Charpentier                | PSC    | Hoei-Borgworm                               | |
| Edmond Leburton                   | PSB    | Hoei-Borgworm                               | |
| Fernand Hubin                     | PSB    | Hoei-Borgworm                               | Vanaf 2 november 1973 voorzitter van de commissie Kunsten en Letteren, Cultureel Erfgoed en Verdediging en Illustratie van de Franse taal. |
| Robert Collignon                  | PSB    | Hoei-Borgworm                               | |
| Jean-Pierre Grafé                 | PSC    | Luik                                        | |
| André Magnée                      | PSC    | Luik                                        | |
| André Cools                       | PSB    | Luik                                        | |
| Edouard Close                     | PSB    | Luik                                        | |
| Guy Mathot                        | PSB    | Luik                                        | Voorzitter van de commissie Jeugd. |
| Jean-Maurice Dehousse             | PSB    | Luik                                        | Secretaris vanaf 16 oktober 1973. |
| Claude Dejardin                   | PSB    | Luik                                        | |
| Emile-Edgard Jeunehomme           | PLP    | Luik                                        | Parlementsvoorzitter vanaf 16 oktober 1973. |
| Jules Borsu                       | PLP    | Luik                                        | |
| Jean Defraigne                    | PLP    | Luik                                        | Voorzitter van de PLP-fractie van 23 mei 1972 tot 26 januari 1973. |
| François Perin                    | RW     | Luik                                        | |
| Pierre Bertrand                   | RW     | Luik                                        | |
| Jean Gol                          | RW     | Luik                                        | Vervangt vanaf 7 december 1971 Jules Dupont, die verkiest om niet te zetelen. |
| Marcel Levaux                     | PCB    | Luik                                        | Voorzitter van de PCB-fractie vanaf 23 mei 1972. |
| Albert Parisis                    | PSC    | Verviers                                    | Voorzitter van de commissie Vrije Tijd en Toerisme en voorzitter van de PSC-fractie vanaf 5 maart 1973. |
| Guillaume Schyns                  | PSC    | Verviers                                    | |
| Germaine Copée-Gerbinet           | PSB    | Verviers                                    | |
| André Damseaux                    | PLP    | Verviers                                    | Voorzitter van de PLP-fractie vanaf 5 maart 1973. |
| Maurice Petit                     | RW     | Verviers                                    | |
| Charles-Ferdinand Nothomb         | PSC    | Aarlen-Marche-Bastenaken-Neufchâteau-Virton | |
| Marcel Remacle                    | PSB    | Aarlen-Marche-Bastenaken-Neufchâteau-Virton | |
| Louis Olivier                     | PLP    | Aarlen-Marche-Bastenaken-Neufchâteau-Virton | |
| Joseph Michel                     | PSC    | Aarlen-Marche-Bastenaken-Neufchâteau-Virton | |
| Henri Pierret                     | PSC    | Aarlen-Marche-Bastenaken-Neufchâteau-Virton | |
| Victor Barbeaux                   | PSC    | Namen-Dinant-Philippeville                  | |
| Albert Grégoire                   | PSB    | Namen-Dinant-Philippeville                  | |
| Augustin Bila                     | RW     | Namen-Dinant-Philippeville                  | |
| Léon Remacle                      | PSC    | Namen-Dinant-Philippeville                  | |
| Louis Namèche                     | PSB    | Namen-Dinant-Philippeville                  | |
| Robert Denison                    | PSB    | Namen-Dinant-Philippeville                  | |
| Charles Poswick                   | PLP    | Namen-Dinant-Philippeville                  | |
| Fernand Massart                   | RW     | Namen-Dinant-Philippeville                  | |
| Richard Beauthier                 | PSC    | Brussel                                     | Vervangt vanaf 6 november 1973 Paul Struye, die om gezondheidsredenen ontslag neemt. |
| Raymond Scheyven                  | PSC    | Brussel                                     | |
| Norbert Hougardy                  | PLP    | Brussel                                     | Stapt op 27 maart 1973 over naar de PLDP-fractie. |
| Albert Demuyter                   | PLP    | Brussel                                     | Stapt op 27 maart 1973 over naar de PLDP-fractie. |
| Edmond Machtens                   | PSB    | Brussel                                     | |
| Joseph Wiard                      | PSB    | Brussel                                     | |
| Jacques Franck                    | PSB    | Brussel                                     | |
| André Lagasse                     | FDF    | Brussel                                     | |
| René Bourgeois                    | FDF    | Brussel                                     | |
| Jacques Lepaffe                   | FDF    | Brussel                                     | |
| Angèle Verdin-Leenaers            | FDF    | Brussel                                     | |
| Edmond Cristel                    | FDF    | Brussel                                     | |
| Yves-Jean du Monceau de Bergendal | PSC    | Nijvel                                      | |
| Pierre Stroobants                 | RW     | Nijvel                                      | |
| René Noël                         | PCB    | Bergen-Zinnik                               | |
| Jacques Hambye                    | PSC    | Bergen-Zinnik                               | |
| Abel Dubois                       | PSB    | Bergen-Zinnik                               | Tot 26 januari 1973 voorzitter van de commissie Onderwijs en Bevordering van de Opleiding van Onderzoekers. |
| Fernand Delmotte                  | PSB    | Bergen-Zinnik                               | |
| Max Bury                          | PSB    | Bergen-Zinnik                               | |
| Pierre Descamps                   | PLP    | Doornik-Aat-Moeskroen                       | |
| Jean Kevers                       | PSC    | Doornik-Aat-Moeskroen                       | |
| Jean Dulac                        | PSB    | Doornik-Aat-Moeskroen                       | |
| Franz Janssens                    | PLP    | Charleroi-Thuin                             | |
| Paul de Stexhe                    | PSC    | Charleroi-Thuin                             | Voorzitter van de PSC-fractie van 23 mei 1972 tot 4 maart 1973 en ondervoorzitter. |
| Maurice Bologne                   | RW     | Charleroi-Thuin                             | |
| André Boland                      | RW     | Charleroi-Thuin                             | |
| Jules Loriaux                     | RW     | Charleroi-Thuin                             | |
| Gaston Hercot                     | PSB    | Charleroi-Thuin                             | |
| André Van Cauwenberghe            | PSB    | Charleroi-Thuin                             | |
| Albert Strivay                    | PLP    | Luik                                        | |
| Léon Servais                      | PSC    | Luik                                        | |
| Marcel Thiry                      | RW     | Luik                                        | Ondervoorzitter en voorzitter van de commissie Internationale Samenwerking. |
| Jacques Wathelet                  | RW     | Luik                                        | |
| Georges Dejardin                  | PSB    | Luik                                        | Parlementsvoorzitter tot 16 oktober 1973. |
| Gaston Paque                      | PSB    | Luik                                        | |
| Edmond Cathenis                   | PSB    | Luik                                        | |
| Georges Beauduin                  | PSC    | Hoei-Borgworm                               | |
| Nicolas Stassart                  | PSB    | Hoei-Borgworm                               | |
| Georges Gramme                    | PSC    | Verviers                                    | |
| Jean Gillet                       | PLP    | Verviers                                    | |
| Hubert Parotte                    | PSB    | Verviers                                    | |
| Marie-Thérèse Godinache-Lambert   | PLP    | Aarlen-Marche-Bastenaken-Neufchâteau-Virton | |
| Charles Hanin                     | PSC    | Aarlen-Marche-Bastenaken-Neufchâteau-Virton | |
| Henri Cugnon                      | PSB    | Aarlen-Marche-Bastenaken-Neufchâteau-Virton | |
| Michel Toussaint                  | PLP    | Namen-Dinant-Philippeville                  | |
| Charles Héger                     | PSC    | Namen-Dinant-Philippeville                  | |
| Jean Goffart                      | RW     | Namen-Dinant-Philippeville                  | |
| Emile Lacroix                     | PSB    | Namen-Dinant-Philippeville                  | Secretaris. |
| Jean Debucquoy                    | PSC    | Brussel                                     | Voorzitter van de commissie Permanente Vorming en Culturele Animatie |
| Justin Peeters                    | PSB    | Nijvel                                      | |
| Basile-Jean Risopoulos            | PLP    | Brussel                                     | Stapt op 27 maart 1973 over naar de PLDP-fractie. Risopoulos was ondervoorzitter tot 16 oktober 1973. |
| Jean Fosty                        | FDF    | Brussel                                     | |
| André Lagneau                     | RW     | Bergen-Zinnik                               | |
| Arthur Meunier                    | PSB    | Charleroi-Thuin                             | |
| Marcel Busieau                    | PSB    | Bergen-Zinnik                               | Vanaf 2 november 1973 voorzitter van de commissie Onderwijs en Onderzoek. |
| Pierre Deschamps                  | PSC    | Doornik-Aat-Moeskroen                       | |
| Jean-Baptiste Delhaye             | PSB    | Doornik-Aat-Moeskroen                       | |
| Pierre Leroy                      | RW     | Bergen-Zinnik                               | |
| Alphonse Ferret                   | PLP    | Doornik-Aat-Moeskroen                       | Vervangt vanaf 21 november 1972 Simone Mabille-Leblanc (kieskring Charleroi-Thuin), die voltijds burgemeester van Binche wordt. |
| Lucien Gustin                     | PLP    | Hoei-Borgworm                               | Voorzitter van de commissie Lichamelijke Opvoeding, Sport en het Buitenleven |
| Robert Schreder                   | RW     | Aarlen-Marche-Bastenaken-Neufchâteau-Virton | |
| Servais Thomas                    | PSB    | Luik                                        | |
| Albert Daulne                     | PSB    | Verviers                                    | Vervangt vanaf 18 december 1973 Georges Housiaux (kieskring Hoei-Borgworm), die op pensioen gaat. |
| Alfred Henckaerts                 | PSC    | Luik                                        | |
| Robert Conrotte                   | PSC    | Aarlen-Marche-Bastenaken-Neufchâteau-Virton | |
| Gilbert Gribomont                 | PSC    | Aarlen-Marche-Bastenaken-Neufchâteau-Virton | |
| Maurice Olivier                   | PLP    | Aarlen-Marche-Bastenaken-Neufchâteau-Virton | |
| Victor Billiet                    | PLP    | Namen-Dinant-Philippeville                  | |
| Fortuné Lambiotte                 | PSB    | Namen-Dinant-Philippeville                  | |
| Antoine Humblet                   | PSC    | Namen-Dinant-Philippeville                  | |
| Gérard Delruelle                  | PLP    | Luik                                        | Vervangt vanaf 4 december 1973 Henri Maisse, die om gezondheidsredenen ontslag neemt. |
| Pierre Ansiaux                    | PLP    | Brussel                                     | Stapt op 27 maart 1973 over naar de PLDP-fractie. Vanaf 2 november 1973 voorzitter van de PLDP-fractie. |
| John Maes                         | PSC    | Brussel                                     | |
| Pierre Harmel                     | PSC    | Luik                                        | |
| Albert Snyers d'Attenhoven        | PLP    | Brussel                                     | |
| Émile Guillaume                   | FDF    | Brussel                                     | |
| Pierre Waucquez                   | RW     | Namen-Dinant-Philippeville                  | Zetelt vanaf 5 maart 1973 als onafhankelijke. |
| Françoise Lassance-Hermant        | RW     | Aarlen-Marche-Bastenaken-Neufchâteau-Virton | |
| Marc-Antoine Pierson              | PSB    | Brussel                                     | Voorzitter van de PSB-fractie vanaf 23 mei 1972. |
| Félix Cuvellier                   | PSB    | Namen-Dinant-Philippeville                  | |
| Willy Schugens                    | PSB    | Luik                                        | |
| Pierre Falize                     | PSB    | Nijvel                                      | Tot 26 januari 1973 voorzitter van de commissie Kunsten en Letteren, Cultureel Erfgoed en de Verdediging en Illustratie van de Franse Taal. |